# Gero, Gifu
Gero (下呂市 Gero-shi)　là một thành phố thuộc tỉnh Gifu, Nhật Bản.